# جانيت إلي
جانيت إلي (بالإنجليزية: Janet Ely)‏ هي غطاسة أمريكية، ولدت في 12 سبتمبر 1953 في ألباكركي في الولايات المتحدة.

## وصلات خارجية
- جانيت إلي على موقع الاتحاد الدولي للسباحة (الإنجليزية)
- جانيت إلي على موقع اللجنة الأولمبية الدولية (الإنجليزية)
- جانيت إلي على موقع أوليمبيديا (الإنجليزية)
- جانيت إلي على موقع قاعة نيو مكسيكو للمشاهير الرياضية (الإنجليزية)